# Erotska umjetnost u Pompejima i Herkulaneju
Erotska umjetnost u Pompejima i Herkulaneju od svojeg je otkrića izlagana kao umjetnost, ali i cenzurirana kao pornografija. Rimski gradovi oko Napuljskog zaljeva uništeni su erupcijom Vezuva 79. godine, čime su ujedno i sačuvani za buduće arheologe koji će u 18. stoljeću započeti opsežna arheološka iskapanja. Ta su iskapanja otkrila da su gradovi bogati erotskim artefaktima kao što su kipovi, freske i kućanski predmeti ukrašeni seksualnim temama. Sveprisutnost takvih slika i predmeta ukazuje na to da je tretiranje seksualnosti u starom Rimu bilo opuštenije nego što je to danas u zapadnoj kulturi. Međutim, većina onoga što bi se modernim gledateljima moglo dojmiti kao erotske slike, poput prevelikih falusa, vjerojatno bi mogla biti ikonografija plodnosti. Prikazi falusa, na primjer, mogli su biti korišteni u vrtovima za veću plodnost biljaka. Ovaj sukob kultura doveo je do toga da su mnogi erotski artefakti iz Pompeja bili zaključani od javnosti gotovo 200 godina.
Godine 1819., kada je napuljski kralj Franjo I. sa suprugom i kćeri posjetio izložbu Pompeji u Napuljskom nacionalnom arheološkom muzeju, bio je posramljen erotskim umjetničkim djelom i naredio je da se zaključa u "tajni kabinet", dostupan samo " ljudi zrele dobi i poštovanog morala“. Ponovno otvaran, zatvaran, ponovno otvaran i zatim ponovno zatvaran gotovo 100 godina, Tajni muzej nakratko je postao dostupan krajem 1960-ih (vrijeme seksualne revolucije) i konačno je ponovno otvoren za razgledavanje 2000. godine. Maloljetnici i dalje smiju ući u nekada tajni kabinet samo u prisustvu skrbnika ili uz pismeno dopuštenje.

## Falusi
- Reljef falusa iz Pompeja, c. 1–50 godine
- Brončani tintinabul; falus u obliku krilatog lava, s visećim zvončićima (1. st. pr. Kr.)

Falus (penis u erekciji), bilo na Panu, Prijapu ili sličnom božanstvu, ili sam za sebe, bio je uobičajena slika. Nije ga se smatralo prijetećim ili čak nužno erotičnim, već kao zaštitu od urokljivog oka. Falus je bio isklesan u bronci kao tintinnabula. Falusi-životinje bili su uobičajeni predmeti kućanstva. Primjetite dijete na jednom od vjetrenjača. 

## Prijap
Zidna freska koja je prikazivala Prijapa, boga seksa i plodnosti, s njegovim prevelikim penisom u erekciji, bila je prekrivena žbukom (i, kako objašnjava Karl Schefold, čak je i starija reprodukcija ispod bila zaključana "iz razboritosti" i otvarana samo na zahtjev) i ponovno otkriven tek 1998. zbog padalina. Rimljani su vjerovali da je on talisman koji štiti bogatstvo kuće.
Druga slika, iz Schefold, Karl: Vergessenes Pompeji: Unveröffentlichte Bilder römischer Wanddekorationen in geschichtlicher Folge. München 1962., sa svojim mnogo briljantnijim bojama, korišten je za retuširanje mlađe slike više rezolucije ovdje.
- Ovaj kipić Prijapa u kući Vettii u Pompejima je iz male pregrade koja vodi iz kuhinje. Pretpostavlja se da je kip bio smješten u vrtu i korišten kao fontana. Rupa prolazi kroz njegov falus pa kip pršti poput fontane. Također, u istoj prostoriji u su se nalazile i erotske slike.
- Zidni mural Merkura/Prijapa
- Zidna slika Prijapa, kuća Vettii
- Zidna slika Prijapa s dva falusa u Lupanaru

## Bordeli
Nejasno je jesu li slike na zidovima bile reklame za ponuđene usluge ili su samo imale za cilj povećati zadovoljstvo posjetitelja. Kao što je već spomenuto, neke su slike i freske odmah postale poznate jer su prikazivale erotske, ponekad eksplicitne seksualne scene.
Jedna od najzanimljivijih pronađenih zgrada zapravo je bio Lupanar (bordel), koji je sadržavao mnogo erotskih slika i grafita. Čini se da erotske slike predstavljaju idealiziranu viziju seksa u suprotnosti sa stvarnošću funkcije lupanara. Lupanare je imao 10 soba (kubikula, 5 na katu), balkon i latrina. Nije to bio jedini bordel. Čini se da je grad bio seksualno liberalan: na zidu bazilike (neke vrste građanskog suda, koji su stoga posjećivali mnogi rimski turisti i putnici), grafit govori strancu: Ako netko traži neke nježne ljubavi u ovom gradu, imajte na umu da su ovdje sve djevojke vrlo prijateljske (slobodan prijevod). Ostali natpisi otkrivaju neke informacije o cijenama za razne usluge: Athenais 2 As, Sabina 2 As (CIL IV, 4150), Kućni rob Logas, 8 As (CIL IV, 5203) ili Maritimus liže vašu vulvu za 4 As. Spreman je služiti i djevicama. (CIL IV, 8940). Iznosi variraju od jednog do dva magarca do nekoliko sestercija. U nižem cjenovnom razredu usluga nije bila skuplja od štruce kruha.
Prostitucija je bila relativno jeftina za rimskog muškarca, ali važno je napomenuti da je čak i jeftina prostitutka zarađivala više od tri puta više od plaće nekvalificiranog gradskog radnika.  Međutim, nije bilo vjerojatno da će oslobođena žena krenuti u profesiju u nadi da će dobiti bogatstvo jer je većina žena izgubila svoj ekonomski status i životni standard zbog zahtjeva za izgledom kao i zdravljem.
Prostitucija je u velikoj većini bila urbana tvorevina. Kaže se da su u bordelu prostitutke radile u maloj sobi obično s ulazom obilježenim  zavjesom s uzorkom. Ponekad bi ženino ime i cijena bili stavljeni iznad njezinih vrata. Seks je općenito bio najjeftiniji u Pompejima, u usporedbi s drugim dijelovima Carstva. Sve usluge su plaćene gotovinom.
- Erotske freske na zidovima bordela Lupanar

## Prigradske terme
Ove freske nalaze se u prigradskim termama Pompeja, blizu Morskih vrata.
Ove su slike pronađene u svlačionici na jednoj strani nedavno iskopanog Suburban Bathsa početkom 1990-ih. Funkcija slika još nije jasna: neki autori kažu da ukazuju na to da su usluge prostitutki bile dostupne na gornjem katu kupatila i da bi mogle biti neka vrsta reklame, dok drugi preferiraju hipotezu da je njihova jedina svrha bila ukrasite zidove radosnim prizorima, kao što su bili u rimskoj kulturi. Najšire prihvaćena teorija, ona originalne arheologinje, Luciane Jacobelli, je da su služili kao podsjetnici na to gdje je netko ostavio svoju odjeću.
Dolje su prikupljene visokokvalitetne slike erotskih freski, mozaika, kipova i drugih predmeta iz Pompeja i Herkulaneuma.
- Freske u Prigradskim termama u Pompejima
- Osam freski u nizu
- Scena lezbijskog seksa.
- Freska s prikazom kunilingusa
- Freska sa 2 muškarca i 1 ženom
- Seks između dva muškarca i dvije žene.
- Scena s položajem kaubojke

## Venera
Venera je bila božanska zaštitnica Pompeja i prikazana je na mnogim freskama po gradu. Božica ljubavi, seksa i plodnosti, Venera bila je usko povezana s erotikom i prostitucijom u starom Rimu. Mural Venere iz Pompeja nikada nije vidio Botticelli, slikar Rođenja Venere, ali je možda bila rimska kopija tada poznate Apellove slike koju je Lucijan spominjao.
Vjeruje se da freska Marsa i Venere, smještena u tablinumu Kuće Marsa i Venere, modelira ispravne obiteljske uloge muža i žene za one koji ulaze u dom. Mars i Venera, popularni par iz mitologije, iz tog su razloga bili predstavljeni u tablinumima mnogih kuća. Venera se pojavljuje na pompejanskim umjetničkim djelima najmanje 197 puta, većina tih prikaza nalazi se pri ulazu u kuće gdje gost ne bi trebao poziv za ulazak, iako se također pojavljuje na natpisima taverni i političkim transparentima. Prijašnja učenja pretpostavljala su da će Venera biti češća u kubikulama, malim zatvorenim sobama koje mogu funkcionirati kao spavaće sobe, zbog njezine povezanosti s ljubavlju i seksom. Nedavne studije pokazale su da to nije slučaj i da se Venera češće prikazuje u velikim zajedničkim prostorijama. Otprilike jedna trećina umjetnina s Venerom predstavlja neku vrstu ljubavne scene. Postoje dvije vrste Venere koje se nalaze gotovo isključivo u Pompejima, Venus Pompeiana ("Venera iz Pompeja") i Venera Pescatrice ("Venera ribarica"). Venera Pompejanska prikazana je kako stoji ukočeno, obično zarobljena plaštem i drži desnu ruku na prsima. Najčešće je prikazana na mjestima koja će vidjeti mnogi ljudi, moguće kao prikaz božice zaštitnice kuće ili za zaštitu jer ovaj oblik Venere ima posebno vjersko i ritualno značenje za Pompeje. Venera Pescatrice obično se prikazuje kako sjedi, drži štap za pecanje i uvijek je polugola. Svi prikazi Venere Pescatrice slični su po strukturi, što sugerira da potječu iz istog izvora, iako taj izvor nije pronađen.
- Mural Venere

## Galerija
- Nimfa, Menada i Satir
- Mozaik od pločica, Nimfa i Satir, Faunova kuća.
- Nimfa ili Menada spava u prirodi, Satir se približava. Pompeji. Oko 50.-79.
- Menada i Satir iz Pompeja

- Mitologija
- Kipić Afrodite s Erosom. Zlato koje je prisutno na kipovima dodano je upotrebom pozlate. Iz Pompeja. Nacionalni arheološki muzej, Napulj.
- Polifem i Galatea se ljube. Freska iz spavaće sobe u Pompejima. Napuljski nacionalni arheološki muzej. oko 50. – 79.
- Freska koja prikazuje Ledu i labuda, iz Pompeja, Nacionalni arheološki muzej, Napulj 50–79.
- Freska koja prikazuje Ledu i labuda. Iz Pompeja.
- Venera i Eros. Zidna slika iz Pompeja.

- Erotske scene
- Mramorni reljef iz Pompeja. Nacionalni arheološki muzej, Napulj.
- Erotska scena na Nilu. Rimska freska na ljetnom trikliniju Efebove kuće. Pompeji.
- Erotska freska. Pompeji.
- Erotska zidna slika iz Pompeja. Oko 50. do 79. godine n.e.
- Zidna slika iz Pompeja
- Iz Kuće stogodišnjice; žena nosi oblik grudnjaka.
- Erotsko zidno slikarstvo, Pompeji, 1. stoljeće
- Erotska zidna slika na zidovima male sobe na bočnoj strani kuhinje iz kuće Vettii, Pompeji.
- Erotska zidna slika, Kuća Vettii, Pompeji
- Erotska zidna slika Casa del Ristorante, Pompeji
- Erotska zidna slika Casa del Ristorante, Pompeji
- Erotska zidna slika Casa del Ristorante, Pompeji
- Erotska zidna slika Casa del Ristorante, Pompeji
- Erotska zidna slika, Kuća pruskog kralja, Pompeji
- Erotska zidna slika iz Pompeja, Nacionalni arheološki muzej u Napulju
- Erotska zidna slika iz Pompeja, Nacionalni arheološki muzej u Napulju
- Erotska zidna slika iz Pompeja, Nacionalni arheološki muzej u Napulju
- Erotska zidna slika iz Pompeja, Nacionalni arheološki muzej u Napulju
- Erotska zidna slika iz Pompeja, Nacionalni arheološki muzej u Napulju
- Erotska zidna slika, Prigradske terme, Pompeji
- Erotska zidna slika, Prigradske terme, Pompeji